# Stjepan Lakušić
Stjepan Lakušić (Slavonski Brod, 31. kolovoza 1968.) hrvatski je znanstvenik, sveučilišni profesor u trajnome zvanju i aktualni rektor Sveučilišta u Zagrebu.

## Životopis
Stjepan Lakušić rođen je u Slavonskome Brodu 31. kolovoza 1968. gdje je završio osnovnu i srednju školu, tadašnji Centar za usmjereno obrazovanje "Zlatko Šnajder" gdje je stekao zvanje matematičara-informatičara. Godine 1988. upisao je Građevinski fakultet Sveučilišta u Zagrebu (tada Fakultet građevinskih znanosti) na kojemu je u ožujku 1994. diplomirao na prometnome usmjerenju stekavši zvanje diplomiranoga inženjera građevinarstva. Ubrzo po stjecanju diplome zapošljava se u zvanju znanstvenoga novaka-asistenta u Zavodu za prometnice Građevinskoga fakulteta.
Magistarski rad pod naslovom "Utjecaj netočnosti izradbe konstrukcijskih elemenata na propisanu širinu tramvajskog kolosijeka" obranio je u travnju 1998., dok je u studenome 2003. obranom disertacije "Dinamički utjecaj vozila na tramvajski kolosijek" stekao akademski stupanj doktora tehničkih znanosti. 
Nastavnim radom bavi se od akademske godine 1995./1996. kada je počeo s izvođenjem vježbi iz dvaju kolegija na sveučilišnom dodiplomskom studiju. U znanstveno-nastavno zvanje docenta biran je 2004., a od akademske godine 2004./2005. predaje na poslijediplomskom doktorskom studiju Građevinskoga fakulteta. Godine 2008. izabran je u znanstveno-nastavno zvanje izvanrednoga profesora, dok je 2012. biran u znanstveno-nastavno zvanje redovitoga profesora (prvi izbor). Godine 2017. izabran je u znanstveno-nastavno zvanje redovitoga profesora u trajnome zvanju u znanstvenome području tehničkih znanosti (znanstveno polje građevinarstvo, znanstvena grana prometnice). 
Do sada je bio je mentor dva doktorska, jednoga magistarskoga, 61 diplomskoga te 32 završna rada. Na Građevinskome fakultetu Sveučilišta u Rijeci (od akademske godine 2007./2008. do akademske godine 2011./2012.) i Građevinskome fakultetu Sveučilišta sv. Ćirila i Metoda u Skoplju (u akademskoj godini 2014./2015.) bio je gostujući profesor. 
Profesor Lakušić u autorstvu ili suautorstvu objavio je 26 znanstvenih radova u domaćim i međunarodnim časopisima kao i 120 radova u zbornicima međunarodnih i 18 radova u zbornicima domaćih znanstvenih skupova. Objavio je i 35 poglavlja u knjigama te sudjelovao na ukupno 95 domaćih i međunarodnih znanstvenih skupova. Urednik je 13 knjiga, jedne sveučilišne monografije i jednoga priručnika, devet zbornika radova međunarodnih konferencija i simpozija te sedam zbornika radova domaćih konferencija. Recenzirao je i tri sveučilišna udžbenika, 23 članka u znanstvenim časopisima te 30 članaka u zbornicima radova sa znanstvenih skupova. Od 2012. glavni je i odgovorni urednik časopisa Hrvatskoga saveza građevinskih inženjera "Građevinar" te član uredničkoga odbora tri međunarodna i dva domaća časopisa.
Uz podršku europskih programa za sufinanciranje gospodarskih subjekata i znanstvenih ustanova sa svojim je timom kao voditelj međunarodnoga znanstvenog projekta Rubberised concrete noise barriers – RUCONBAR izradio izvorni hrvatski i ekološki prihvatljiv proizvod: apsorbirajuće betonske barijere za zaštitu od buke s recikliranom gumom – RUCONBAR, koji je 2016. na 44. međunarodnom sajmu u Ženevi osvojio posebnu zlatnu medalju u kategoriji zaštite okoliša, ali i niz drugih domaćih (Nagrada za najbolju tehnologiju zelenog gospodarstva Hrvatske gospodarske komore) i međunarodnih nagrada na izložbama i sajmovima u Nizozemskoj (RailTech 2019 Innovation Award), Sjedinjenim Američkim Državama (Kristalni globus - IRF Global Road Achievement Award 2018, Srebrna medalja – Silicon Valley International Invention Festival 2018) i Belgiji (Zlatna medalja - INNOVA 2016).   
Nakon potresa u Zagrebu znanstveno je i stručno angažiran na aktivnostima vezanima uz obnovu uključujući i osnivanje Hrvatskoga centra za potresno inženjerstvo (HCPI) kao podružnice Građevinskoga fakulteta. Također je vodio izradu dvaju važnih dokumenata za Vladu  Republike Hrvatske: "Procjena troškova obnove nakon potresa" i "Smjernice za obnovu građevina oštećenih u potresu s potrebnim razinama obnove".
Od akademske godine 20014./2015. do akademske godine 2018./2019. bio je prodekan za znanost Građevinskoga fakulteta na kojemu od akademske godine 2018./2019. obnaša dužnost dekana. Od akademske godine 2017./2018. član je Vijeća tehničkoga područja, od 2018. član Senata Sveučilišta u Zagrebu, a od 2019. član sveučilišnoga Povjerenstva za inovacije i transfer tehnologije. Od 1. ožujka 2022. novoizabrani je rektor Sveučilišta u Zagrebu koji je svoje mandatno razdoblje započeo 1. listopada 2022.

## Izbor za rektora Sveučilišta u Zagrebu
Početkom mandatnoga razdoblja od 1. listopada 2022. prof. dr. sc. Stjepan Lakušić postao je 83. po redu rektor Sveučilišta u Zagrebu. Izbori za rektora održani su 1. ožujka 2022. u dva izborna kruga, a izvanrednoj sjednici Senata prisustvovalo je svih 70 članova koji su o izboru novoga rektora odlučili tajnim glasovanjem. U prvome je izbornom krugu sudjelovalo četvero predloženika: prof. dr. sc. Mirjana Hruškar (Prehrambeno-biotehnološki fakultet), prof. dr. sc. Marijan Klarica (Medicinski fakultet), prof. dr. sc. Stjepan Lakušić (Građevinski fakultet) i prof. dr. sc. Tonći Lazibat (Ekonomski fakultet, aktualni prorektor za poslovanje). U drugi su krug izbora za rektora ušli predloženici s najviše osvojenih glasova: prof. dr. sc. Stjepan Lakušić (27 glasova) i prof. dr. sc. Mirjana Hruškar (19 glasova). Temeljem rezultata drugoga kruga, u kojemu je dobio povjerenje 43 člana Senata, Stjepan Lakušić izabran je za rektora Sveučilišta u Zagrebu u mandatnome razdoblju 2022. – 2026. Protukandidatkinja prof. dr. sc. Mirjana Hruškar dobila je 26 glasova članova Senata, dok je jedan glasački listić bio nevažeći.

## Nagrade i priznanja
- 2004.: Nagrada ‘The best presentation’ na međunarodnoj konferenciji ”3rd YSESM” (Poretta Terme, Italija)
- 2008.: Nagrada za prezentirani rad na međunarodnoj konferenciji "7th YSESM" (Wojcieszyce, Poljska)

## Članstva u znanstvenim i stručnim asocijacijama
- Hrvatska akademija tehničkih znanosti (od 2019. član suradnik Odjela građevinarstva i geodezije)[6]
- Hrvatska akademija znanosti i umjetnosti (član suradnik Znanstvenoga vijeća za promet, sekcija kopneni promet)
- Hrvatska komora inženjera građevinarstva (predsjednik Nadzornoga odbora)
- Hrvatsko društvo za ceste "Via-Vita"
- Hrvatski savez građevinskih inženjera Zagreb (od 2012. predsjedavajući organizacijskoga odbora kongresa Sabor hrvatskih graditelja)
- Društvo građevinskih inženjera Zagreb
- Hrvatsko društvo željezničkih inženjera
- Hrvatsko društvo za mehaniku
- Australian Acoustical Society
- European Intermodal Association
- Forum of European National Highway Research Laboratories (član Glavne skupštine)
- Stručni savjet Republike Hrvatske za obnovu od potresa (član)

## Vanjske poveznice
- Lakušić, Stjepan Hrvatska tehnička enciklopedija, portal hrvatske tehničke baštine. LZMK